# Processo Slánský

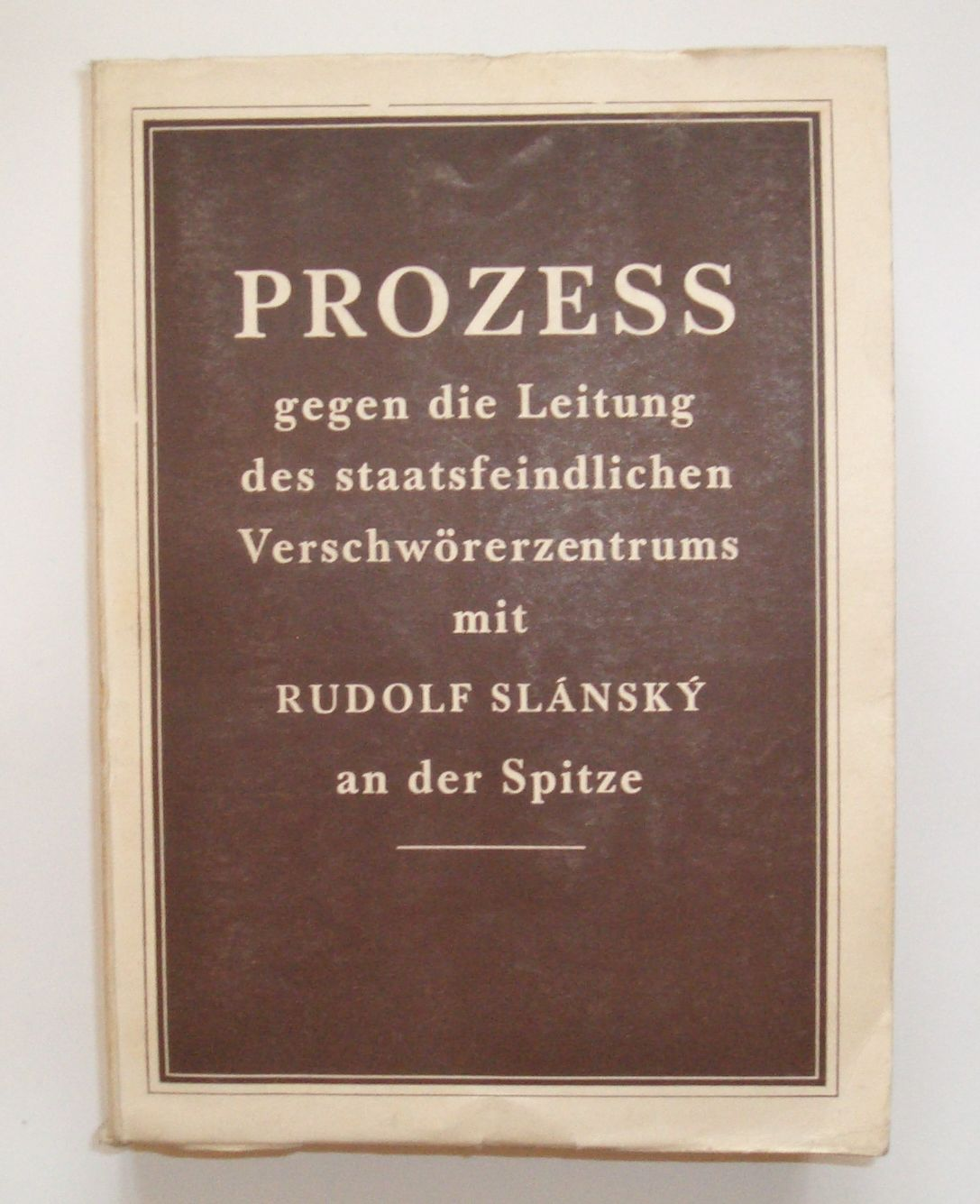
Il protocollo ufficiale del 1953, stampato a Praga in almeno sette lingue

Il processo Slánský chiamato colloquialmente anche processo di Praga (in ceco Proces s vedením protistátního spikleneckého centra v čele s Rudolfem Slánským) fu un processo farsa antisemita del 1952 contro quattordici membri del Partito Comunista Cecoslovacco (KSČ), inclusi molti alti funzionari. Contro il gruppo furono pronunciate diverse accuse, tra cui quella di alto tradimento, per una presunta cospirazione contro la Repubblica cecoslovacca. Il Segretario generale del KSČ, Rudolf Slánský, fu il presunto capo dei cospiratori.
Tutti i quattordici imputati furono falsamente giudicati colpevoli: undici di loro furono condannati a morte e giustiziati; i restanti tre furono condannati all'ergastolo.

## Contesto storico

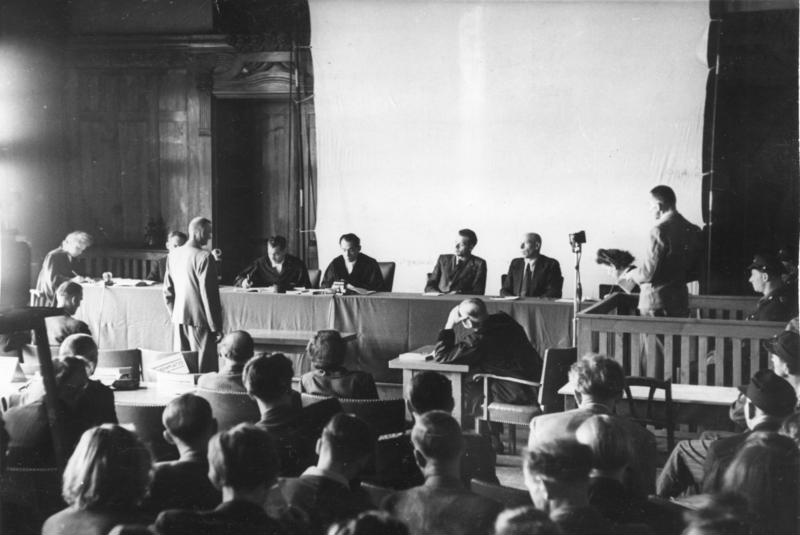
I processi di Waldheim in Germania Est, 21 giugno 1950

Dopo la seconda guerra mondiale, la Cecoslovacchia inizialmente godette di una democrazia limitata. La situazione cambiò con il colpo di stato del febbraio 1948, messo in atto dal Partito Comunista Cecoslovacco senza l'assistenza dell'Unione Sovietica.
Secondo lo studioso di letteratura Peter Steiner, lo stato comunista a partito unico doveva trovare o evocare dei nemici immaginari dall'interno per giustificare la sua esistenza; questo fu il motivo alla base dei processi farsa. Dopo la scissione jugoslava-sovietica del 1948, in Bulgaria, Ungheria e Albania, furono condotti una serie di processi politici contro presunti sostenitori del titismo e dell'imperialismo occidentale, ma questi processi non furono apertamente antisemiti. La campagna anti-cosmopolita, una campagna antisemita sottilmente mascherata nell'Unione Sovietica, iniziò nell'autunno del 1948 e continuò fino alla morte del dittatore Joseph Stalin avvenuta nel 1953. Durante questo periodo, la leadership del Comitato Ebraico Antifascista fu assassinata e le epurazioni antisemite si diffusero in altri paesi del blocco orientale, tra questi Germania orientale, Romania, Bulgaria e Ungheria.
Il processo Slánský fu preceduto dal processo del 1949 del comunista ungherese László Rajk e di altri imputati: furono le prime vittime accusate di aver organizzato una "cospirazione sionista mondiale" in un processo farsa. Sebbene Rajk non fosse ebreo, lo furono sei degli altri imputati.
Collegare il sionismo con il trockismo e il titismo, come hanno fatto i pubblici ministeri di Rajk, sfidò la logica perché entrambi i movimenti di sinistra furono noti per il loro antisionismo.

## Arresti e interrogatori
Il processo fu orchestrato, oltre che il successivo periodo di terrore messo in scena in Cecoslovacchia, su ordine della leadership di Mosca dai consiglieri sovietici con l'aiuto del personale della Sicurezza di Stato cecoslovacca, invitati da Rudolf Slánský e Klement Gottwald, in seguito al processo László Rajk del settembre 1949. Klement Gottwald, presidente della Cecoslovacchia e leader del Partito Comunista, temendo di essere epurato, decise di sacrificare Slánský, suo collaboratore di lunga data e amico personale, il secondo al comando del partito. Gli altri furono scelti per trasmettere una chiara minaccia ai diversi gruppi della burocrazia statale. Un paio di loro (Šváb, Reicin) furono sadici brutali, opportunamente aggiunti per uno spettacolo più realistico.
I processati confessarono tutti i reati, sotto costrizione o dopo aver subito la tortura, e furono condannati; Slánský tentò il suicidio mentre fu in prigione. Il popolo cecoslovacco firmò delle petizioni chiedendo la morte per i presunti traditori. A proposito delle teorie del complotto dei Protocolli dei Savi di Sion, i pubblici ministeri affermarono che un vertice "sionista-imperialista" ebbe luogo a Washington nell'aprile 1947 con il presidente Truman, con il sottosegretario di stato Dean Acheson, l'ex segretario al tesoro Henry Morgenthau Jr., David Ben-Gurion e Moshe Sharret. Gli imputati furono accusati di aver agito in conformità con il cosiddetto "Piano Morgenthau" (da non confondere con il piano contemporaneo per l'industria pesante tedesca) con il fine dello spionaggio e del sabotaggio contro la Cecoslovacchia per conto degli Stati Uniti in cambio del sostegno americano per Israele.
La Cecoslovacchia fu vista come particolarmente filo-sionista a causa del loro sostegno agli armamenti per Israele durante la guerra in Palestina. Ironia della sorte, la maggior parte degli imputati erano noti per essere ardenti antisionisti.

## Processo
Nel novembre 1952, Slánský e altri 13 burocrati comunisti di alto rango (tra cui 10 ebrei) furono arrestati e accusati di essere titisti e sionisti. I processati con Slánský furono Bedřich Geminder, Otto Šling, André Simone, Karel Svab, Otto Fischl, Rudolf Margolius, Vladimir Clementis, Ludvik Frejka, Bedřich Reicin, Artur London, Evzen Löbl e Vavro Hajdu.
Il processo si concluse in otto giorni. Molti degli imputati ammisero la propria colpevolezza e chiesero la pena di morte. L'ultimo giorno del processo, Rudolf Slánský, segretario generale del KSČ, e altri membri di spicco del partito furono dichiarati colpevoli. Undici, tra cui Slánský, furono impiccati a Praga il 3 dicembre e tre (uno dei quali era Artur London) furono condannati all'ergastolo. Il pubblico ministero del processo a Praga era Josef Urválek.

## Esecuzioni
Molti cittadini cecoslovacchi furono favorevoli alle misure dure contro i presunti traditori. Il poeta ceco Ivan Skála invocò "la morte di un cane per [tali] cani" (ceco: Psovi psí smrt!). Undici processati, tra cui Slánský, furono impiccati nella prigione di Pankrác il 3 dicembre 1952.

## Reazione

### Interna
Un lavoratore ceco inviato per assistere al processo riferì che gli imputati non mostrarono alcuna emozione: si chiese perché non avessero paura per la loro vita. Il 14 dicembre 1952, pochi giorni dopo l'esecuzione, il Ministro dell'Istruzione Zdeněk Nejedlý, smentì le voci secondo cui le confessioni furono ottenute con torture o con l'uso di droghe. Invece, gli imputati ammisero i loro crimini a causa delle prove schiaccianti contro di loro e per la loro vergogna e colpa.
Dopo la morte di Stalin e Gottwald nel marzo 1953, la durezza delle persecuzioni diminuì lentamente e le vittime del processo ricevettero tranquillamente l'amnistia uno per uno, compresi coloro che sopravvissero al processo di Praga. In seguito, la storiografia ufficiale del Partito Comunista fu piuttosto tranquilla sul processo, addossando vagamente la colpa a errori avvenuti a seguito del "culto della personalità". Seguirono molti altri processi politici, che mandarono molte vittime innocenti in prigione e ai lavori forzati nelle miniere di uranio e nei campi di lavoro di Jáchymov.
La trascrizione completa del processo fu pubblicata nel 1953; Steiner lo descrisse come "un libro assolutamente indigeribile, pieno zeppo di così tanti nomi, date e dettagli che ho avuto difficoltà a finirlo e ricordare tutti i dettagli".

### Internazionale
Raphael Lemkin considerò il processo un esempio di omicidio giudiziario e, insieme alla fabbricazione delle prove necessarie per affermare che i medici ebrei stavano complottando per uccidere i funzionari sovietici (il presunto complotto dei medici), un potenziale precursore del genocidio degli ebrei nel blocco sovietico. Chiese alle Nazioni Unite di avviare un'indagine sul presunto genocidio degli ebrei nel blocco sovietico. In Commentary, Peter Meyer scrisse che "il processo di Praga con il suo orribile racconto di una «cospirazione sionista» ricordò la leggenda dei Savi di Sion inventata dagli zaristi e resa popolare dai nazisti".
David Ben-Gurion prese in considerazione l'idea di sopprimere Maki, il partito comunista israeliano. Nelle discussioni interne, Ben-Gurion suggerì che avrebbe favorito questa linea fino al punto di gettare gli attivisti comunisti nei campi di concentramento, anche se si riferì a questa osservazione come di una potenziale risposta piuttosto che di una necessità imminente. "Se c'è bisogno di costruire campi, lo faremo. Se c'è bisogno di sparare, spareremo. Abbiamo già passato momenti in cui c'era bisogno di sparare alle persone, persone che erano ancora più vicine a noi". Quest'ultimo commento si riferì a un momento precedente della storia recente di Israele in cui prima aveva avvertito e poi approvato il fuoco contro il gruppo paramilitare di destra Irgun.
La maggioranza del gabinetto si oppose al punto di vista di Ben-Gurion, inclusi Golda Meir e Pinhas Lavon. Lavon notò nella discussione che il tentativo di detenere i membri di Maki avrebbe comportato una maggiore, non minore influenza per il partito. Il gabinetto, con un voto di 13 a 7, votò a favore di una proposta alternativa che consentisse "l'impiego di tutti i mezzi a disposizione del governo, nel quadro della legge esistente e delle leggi ancora da approvare, per negare a Maki l'opportunità di intraprendere un'azione pubblica, senza dichiararla un'organizzazione fuorilegge".
La difesa delle spie sovietiche ebraiche americane Julius ed Ethel Rosenberg aumentò nel novembre e dicembre 1952 e fu organizzata dal Partito Comunista dell'Unione Sovietica, la cui conferma avvenne con la pubblicazione dei documenti del KGB ottenuti da Alexander Vassiliev nel 2011. I fautori della clemenza sostennero che i Rosenberg fossero in realtà "innocenti attivisti pacifisti ebrei". Secondo lo storico americano Ronald Radosh, l'obiettivo dell'Unione Sovietica fu di "distogliere l'attenzione del mondo dalla sordida esecuzione degli innocenti [imputati del processo Slánský] a Praga".

### Interpretazione moderna
Martin Wein osservò che sebbene Slánský non fosse colpevole delle accuse che fu costretto ad ammettere, fu riconosciuto colpevole di omicidio di massa come funzionario di alto livello nel governo comunista. Secondo Wein, poiché tutti gli imputati (tranne Simone) occuparono le posizioni elevate nel regime comunista cecoslovacco, ebbero la responsabilità del comando per i crimini da esso commessi. Wein osservò inoltre che i tre imputati provenirono tutti da un ambiente di classe superiore, al contrario tutti gli imputati della classe media e della classe operaia furono giustiziati. Ipotizzò inoltre che ciò fosse dovuto al fatto che se una persona della classe alta fosse stata un traditore del Partito Comunista, non fosse un traditore della sua classe. Secondo Stephen Norwood, il processo Slánský fu "l'illustrazione più chiara dell'antisemitismo sponsorizzato dallo stato nel blocco sovietico" e "una versione secolarizzata dell'antisemitismo razzializzato dell'Inquisizione spagnola", insistendo sul fatto che l'origine ebraica fosse un difetto indelebile che sarebbe passato a tutti i discendenti, in maniera simile alla colpa del deicidio ebraico.

## Nella cultura popolare

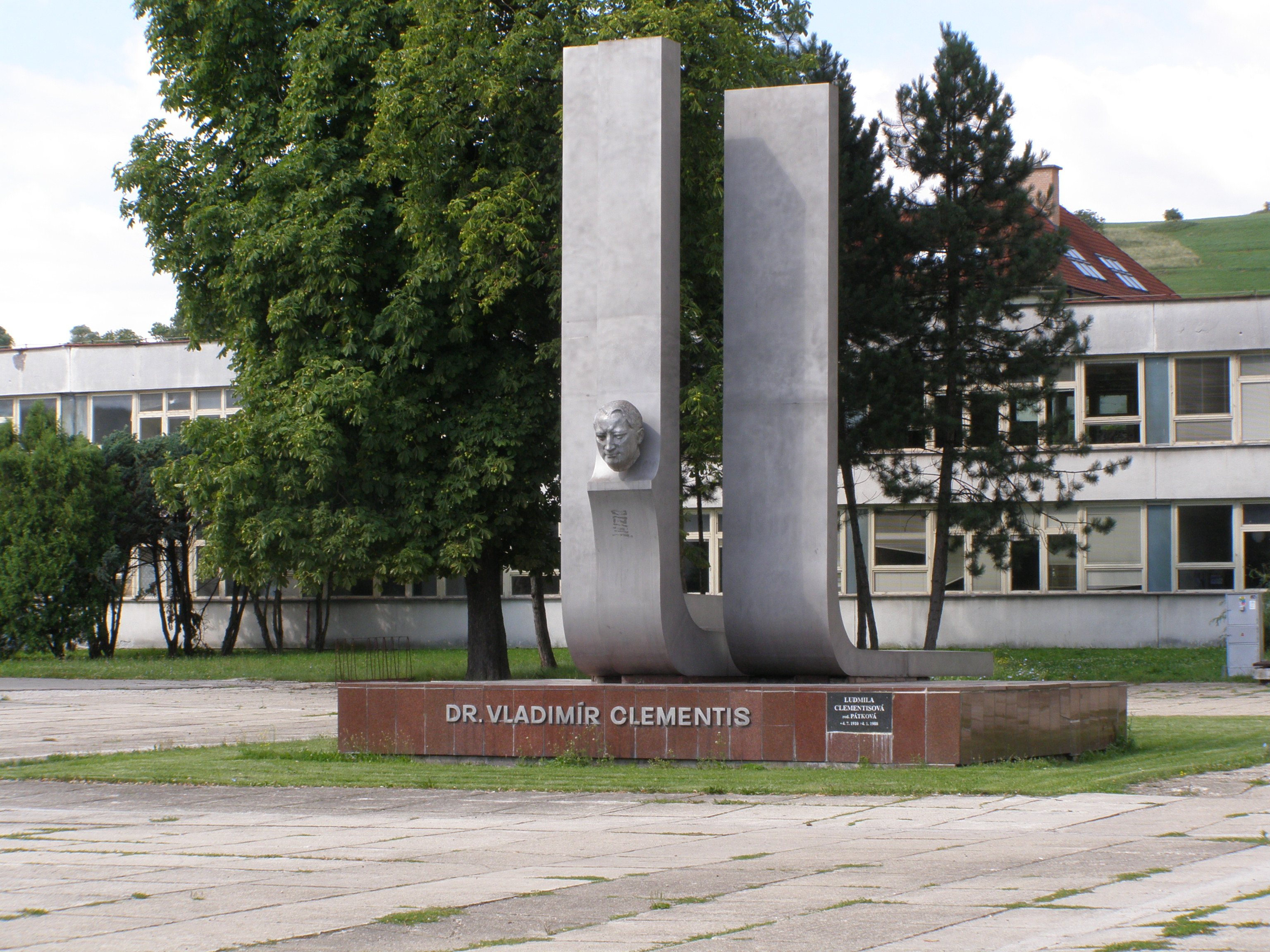
Busto di Vladimír Clementis a Tisovec, in Slovacchia

Artur London, un sopravvissuto al processo, si trasferì in Francia, dove pubblicò le sue memorie: il libro in lingua francese, intitolato L'Aveu ("La confessione"), è una delle principali fonti sul processo. Nel 1970, il regista francese Costa-Gavras diresse il film "La confessione" basato sulle memorie di London, con Yves Montand e Simone Signoret. Il film ebbe un grande impatto in Francia e all'estero.
Il processo Slánský fu anche un elemento chiave del libro Under a Cruel Star, il libro di memorie di Heda Margolius Kovály: il libro segue la vita di una donna ebrea a partire dalla sua fuga da un campo di concentramento durante la seconda guerra mondiale fino alla sua partenza dalla Cecoslovacchia dopo l'invasione dei paesi del Patto di Varsavia del 1968. Il marito di Kovály, Rudolf Margolius, un compagno sopravvissuto all'Olocausto, fu uno degli 11 uomini giustiziati durante il processo Slánský.
Altre informazioni più complete sono disponibili nel libro più recente "Hitler, Stalin and I", un'intervista a Heda Margolius Kovály di Helena Třeštíková pubblicata nel 2018. Wein fu critico nei confronti dell'immagine positiva di Margolius presente nel libro di Kovály e in altri media, Igor Lukes lo ha descritto come "un uomo pulito in un tempo sporco", cosa che secondo lui minimizzò la complicità di Margolius con il regime stalinista.
Il processo Slánský è oggetto del documentario A Trial in Prague, diretto da Zuzana Justman.
Il 22 marzo 2018 fu annunciato che gli amministratori fallimentari scoprirono 8,5 ore di filmati originali del processo in una fabbrica vicino a Praga: il film è stato gravemente danneggiato e il restauro dovrebbe richiedere diversi anni, a carico del Ministero della Cultura.

### Documentario cinematografico
Le Procès - Praga 1952, un film documentario francese di 1 ora e 10 minuti di Ruth Zylberman per ARTE France e Pernel Media fu presentato in anteprima mondiale al FIPADOC International Documentary Festival, il 18 gennaio 2022. Il nuovo documentario tratto dal film del processo di Slánský e gli archivi audio trovati casualmente nel 2018 a Praga sono serviti come punto di partenza per il film. Il regista racconta il processo attraverso i discendenti di tre dei condannati: la figlia e il nipote di Rudolf Slánský, figlio e nipote di Rudolf Margolius, entrambi giustiziati dopo il processo, e i tre figli di Artur London, condannati all'ergastolo.

### Approfondimenti
- Josefa Slánská, Report on My Husband, New York, Atheneum, 1969.
- Margolius Kovály, Heda (1997). Under A Cruel Star: A Life in Prague 1941-1968, New York: Holmes & Meier, ISBN 0-8419-1377-3
Na vlastní kůži, Academia, Praha 2003.
- Margolius Kovály, Heda and Třeštíková, Helena (2018). Hitler, Stalin and I: An Oral History. DoppelHouse Press (Los Angeles). ISBN 978-0-9987770-0-9, ISBN 978-0-9978184-7-5.
- Margolius, Ivan (2006). Reflections of Prague: Journeys through the 20th Century, Chichester: Wiley, ISBN 0-470-02219-1
Praha za zrcadlem: Putování 20. stoletím, Argo, Praha 2007, ISBN 978-80-7203-947-0.
- London, Artur (1971). The Confession, New York: Ballantine Books, ISBN 0-345-22170-2.
- Helaine Debra Blumenthal, Fourteen Convicted, Three Million Condemned: The Slansky Affair and the Reconstitution of Jewish Identities After the Holocaust, 2012.